# Theo Chocolate

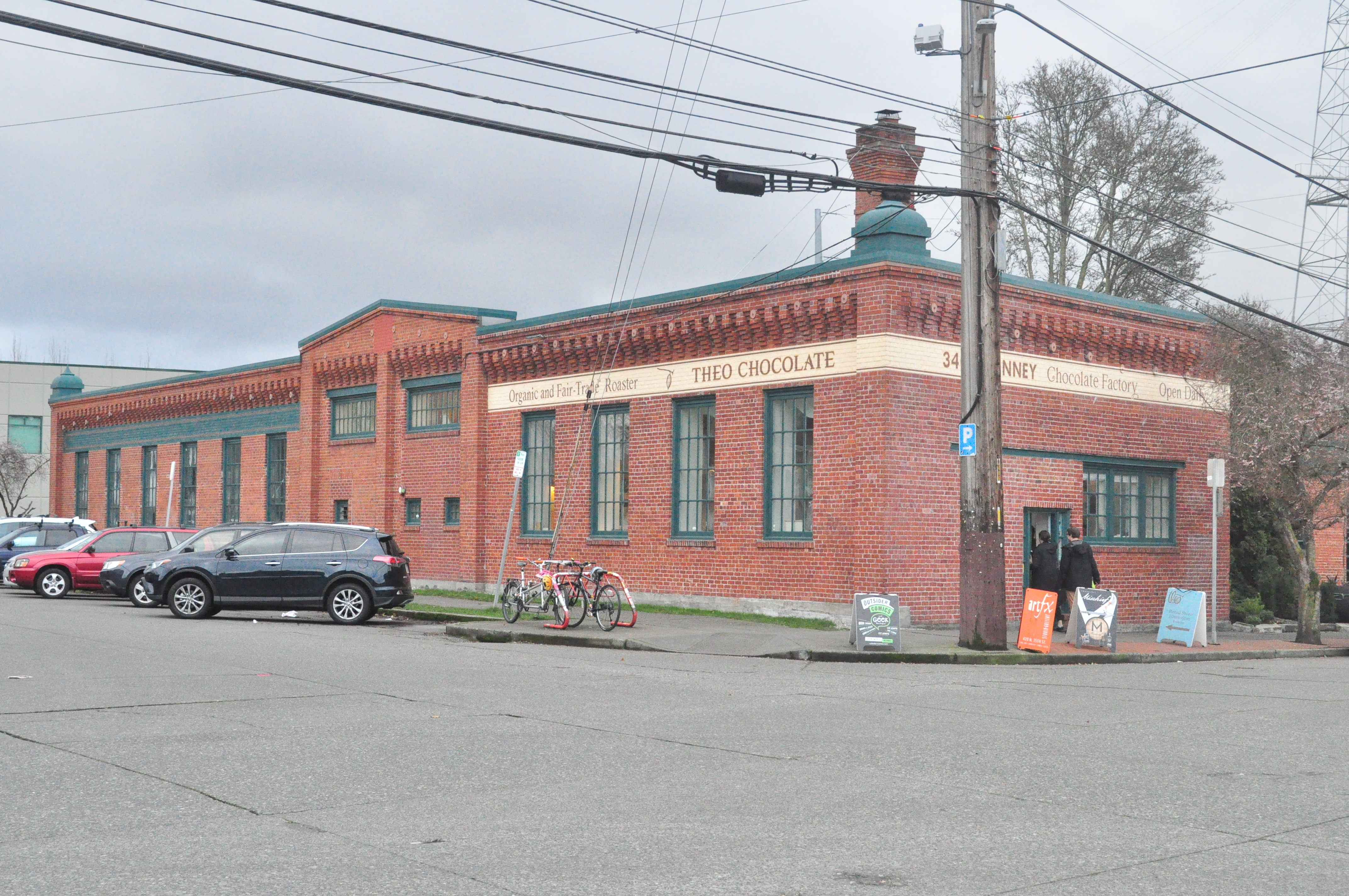
Theo Chocolate, Сіетл, Вашингтон, США

Theo Chocolate — всесвітньо відома фабрика з виготовлення солодощів у Сіетлі, штат Вашингтон. Перший виробник сертифікованої органічної ярмаркової торгівлі в США. Заснована у 2006 році. 
Для виготовлення своєї продукції фабрика отримує какао-боби з Конго, Коста-Рики, Домініканської Республіки, Еквадору, Мадагаскару, Перу та Венесуели.

## Історія
Джефф Ферхолл та Джо Вінні у 2006 році  заснували бізнес — компанію «Ефірна випічка». Вона розташовувалася у будівлі колишнього пивоварного заводу та депо для тролейбусів на проспекті Фінні 3400 в районі Фремонт Сіетл. 
Відтак Джефф Ферхолл вирішив інвестувати свої кошти у створення Theo Chocolate. Згодом до нього приєднався Джо Уінні.
Підприємці орієнтуватися на роботу заводу «Теоброма». Вони хотіли підтримувати фермерів, щоб постійно отримувати якісний продукт та розвивати  бізнес. Джефф Ферхолл постійно тримав зв'язок з десятьома переробниками бобів. На початку 20-х років, Уінні взяв участь у невеликому природоохоронному фонді в Південному Белізі, де простежив, як громади вирощували свої врожаї. Забезпечуючи свій бізнес органічними матеріалами та клієнтами, Уінні збирався розпочати процес заощадження, щоб створити власний шоколадний бізнес.
Попри гіркий досвід конкурентів, підприємець намагався все ж відшукати хороший запас органічних какао-бобів. Після пошуку зацікавленого інвестора в Сіетлі, штат Вашингтон, було прийнято рішення про будівництво заводу Theo Chocolate, названого на честь дерева какао Theobroma.
З 2004 по 2006 рік Ферхолл розпродав усі свої бізнеси, проте зберіг кондитерську фабрику Theo Chokolate, яка донині зберігає свій статус та прибутковість.  
Ферхолл помер від раку мозку в 2007 році.  
У квітні 2018 року генеральним директором компанії став Етьєн Патут, колишній керівник компанії Kellogg.

### Продукція
Theo Chocolate продає шоколадні батончики в шести різних категоріях: Класика, Фантазія, Обмежена колекція солодощів, Випічка та Свято. Компанія також продає карамелі та спеціальні солодощі.

## Відеоролик
Cengage Learning підготував 44-хвилинний відео- кейс BizFlix під назвою «Theo Chocolate», який обговорює практику справедливої торгівлі та вертикальну інтеграцію.